# مزایده‌چی
«مزایده‌چی» یا «مسئول حراجی» (به انگلیسی: The Auctioneer) ترانه‌ای از خوانندهٔ آمریکایی لیروی ون دایک است. این ترانه به‌خاطر بخشی از آن که ون دایک شبیه برگزارکنندگان مزایده، ارقام را با سرعت و پشت سرهم ادا می‌کند شناخته شده‌است. این اولین اثر ون دایک بود که در میان ۱۰ ترانهٔ پرفروش روز کانتری جایی داشت.

## زمینه و محتوا
دایی ون دایک صاحب یک حراجی بود و خود ون دایک هم مدتی در حراجی احشام به‌عنوان «مزایده‌چی» مشغول به‌کار بوده‌است. او در دوران جنگ کره به کره اعزام شد و ترانهٔ «مزایده‌چی» را همان‌جا نوشت. ون دایک پس از پایان خدمتش، به آمریکا بازگشت و در سال ۱۹۵۵ با قطعهٔ «مزایده‌چی» در یک مسابقهٔ استعدادیابی در شیکاگو شرکت کرد. برنده شدن در آن مسابقه به امضای قرارداد با دات رکوردز انجامید و «مزایده‌چی» یک سال بعد، به یک اثر موفق در جدول‌های فروش موسیقی پاپ و کانتری تبدیل شد.
ترانه داستان پسری اهل آرکانزاس را روایت می‌کند که بعد از گریختن از مدرسه و حضور در یک حراجی شیفتهٔ آن کار می‌شود. او مدت‌ها پشت انبار خانه‌شان تمرین می‌کند تا بتواند مانند مسئول حراجی، کلمات و ارقام را سریع و پشت سرهم ادا کند. او بدون توجه به اندرزهای مادرش بر تصمیمش پافشاری می‌کند و والدینش در نهایت (با توجه به ضعف او در آن کار و برای این‌که نام خانواده‌شان لکه‌دار نشود) راضی می‌شوند او را برای فراگیری صحیح علم تجارت به «مدرسهٔ حراج» بفرستند. زمانی که پسر از مدرسه فارغ‌التحصیل می‌شود مثل یک «حراجی تمام عیار» به خانه بازمی‌گردد. پس از مدتی او به‌قدری در کارش موفق می‌شود که مجبور می‌شود یک هواپیمای شخصی بخرد تا کارهایش روی زمین نمانند.